# 异茚酮
异茚酮（英語：Isoindenone）是一种多环不饱和酮，化学式C9H6O，是一种交叉共轭化合物，不稳定。